# كريستيان كليمنسون
كريستيان كليمنسون (بالإنجليزية: Christian Clemenson)‏ مواليد 17 مارس 1958 في همبولدت، الولايات المتحدة، هو ممثل أمريكي بدأ مسيرته الفنية سنة 1985. كما أنه من الفائزين بجائزة الإيمي برايم تايم.

## الأعمال
- بافي قاتلة مصاصي الدماء
- إن سي آي إس

## روابط خارجية
- كريستيان كليمنسون على موقع IMDb (الإنجليزية)
- كريستيان كليمنسون على موقع ألو سيني (الفرنسية)
- كريستيان كليمنسون على موقع أول موفي (الإنجليزية)
- كريستيان كليمنسون على موقع قاعدة بيانات برودواي على الإنترنت (الإنجليزية)
- كريستيان كليمنسون على موقع قاعدة بيانات الأفلام السويدية (السويدية)
- كريستيان كليمنسون على موقع إن إن دي بي (الإنجليزية)
- كريستيان كليمنسون على موقع قاعدة بيانات الفيلم (الإنجليزية)
- كريستيان كليمنسون على موقع كينوبويسك (الروسية)